# Miniopterus fuscus
Miniopterus fuscus är en fladdermusart som beskrevs av Bonhote 1902. Miniopterus fuscus ingår i släktet Miniopterus och familjen läderlappar. IUCN kategoriserar arten globalt som starkt hotad. Inga underarter finns listade i Catalogue of Life.
Denna fladdermus förekommer på Ryukyuöarna som tillhör Japan. Individerna vilar i grottor eller gruvor och bildar där utanför fortplantningstiden kolonier med några hundra medlemmar.
Arten når en genomsnittlig kroppslängd (huvud och bål) av 53 mm och en svanslängd av 52,5 till 55 mm. I genomsnitt är öronen 10,9 mm stora och bakfötterna 9,4 mm långa. Underarmarnas längd är 42 till 46 mm och viktuppgifter saknas. Beroende på exemplar har pälsen en rödbrun, mörk gråbrun eller svartbrun färg. Den bildas av hår som är enhetlig färgade.
Miniopterus fuscus är nattaktiv och den håller ingen vinterdvala. Den fångar sina byten under flyget som och de utgörs främst av fjärilar, steklar och tvåvingar. Före ungarnas födelse bildar honor mellan juni och augusti egna kolonier som är skilda från hanarna och som kan ha flera tusen medlemmar. Några honor kan fortplanta sig efter ett år men de flesta får sina första ungar efter två år.